# Cacao en polvo

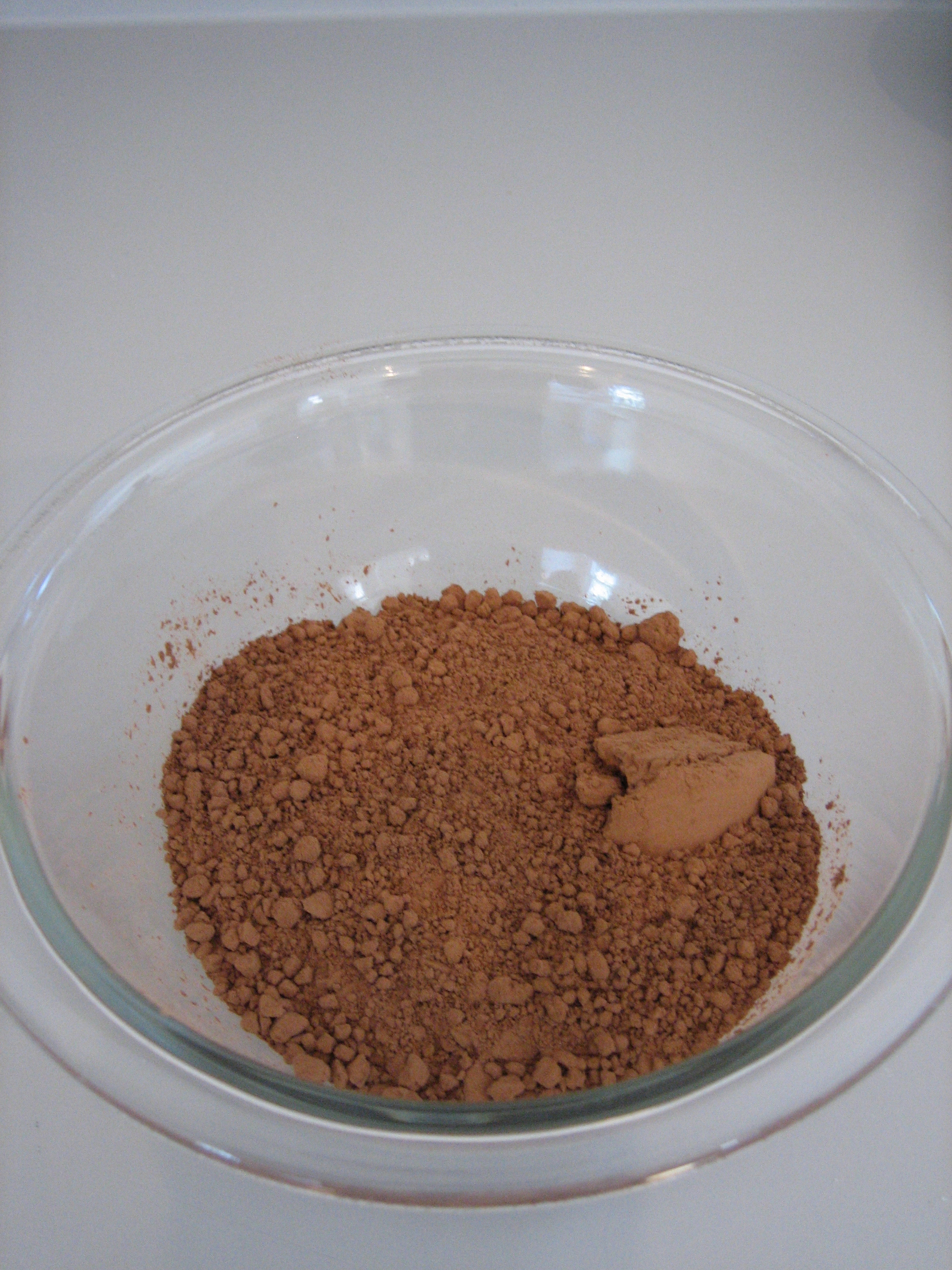
Ejemplo de 'cacao en polvo'.

El cacao en polvo es la parte del cacao desprovista de su manteca y elaborado por medio de la reducción de la manteca mediante el uso de prensas hidráulicas y disolventes alimentarios especiales, que suelen ser álcalis, hasta lograr una textura pulverulenta. El cacao en polvo suele tener contenidos grasos por debajo del 25% de manteca de cacao.

## Historia
El químico neerlandés Coenraad Johannes van Houten fue el primero de una serie de inventores, que logró modernizar la producción del chocolate. El proceso para la elaboración de chocolate sólido comenzó en los albores del siglo XX. Las mejoras tecnológicas hicieron posible no solo el 'cacao en polvo', sino que también el chocolate negro en pastillas y el chocolate con leche. Todos ellos son chocolates en los que los procesos mecánicos y químicos permitían controlar el contenido graso. El cacao en polvo dio lugar al cacao instantáneo. En los años cincuenta en España la empresa del Grupo Nutrexpa describe como producto el Cola Cao en una lata metálica de forma paralepípeda, su popularidad se debe al patrocinio de un popular anuncio radiofónico que se popularizó como una canción titulada: Canción del Cola Cao («Yo soy aquel negrito del África tropical...»).

## Elaboración
El cacao en polvo se elabora mediante la molienda de los granos de cacao. Una vez que se ha molido, el tamaño medio de los granos no supera los tres milímetros. La molienda se somete a una disolución alcalina que disuelve a relativamente baja temperatura la grasa del cacao, aunque antes del siglo XIX esta operación de separación de grasas se hacía con el chocolate caliente. Algunas propiedades fisicoquímicas del cacao en polvo son una actividad acuosa (aW) que va de 0,1 a 0,35; un pH de entre 5 y 5,6 que depende del contenido de cacao; un porcentaje de humedad de entre 1 y 1,8 % y una temperatura de conservación en anaquel de 30 a 39 °C.

## Propiedades del proceso

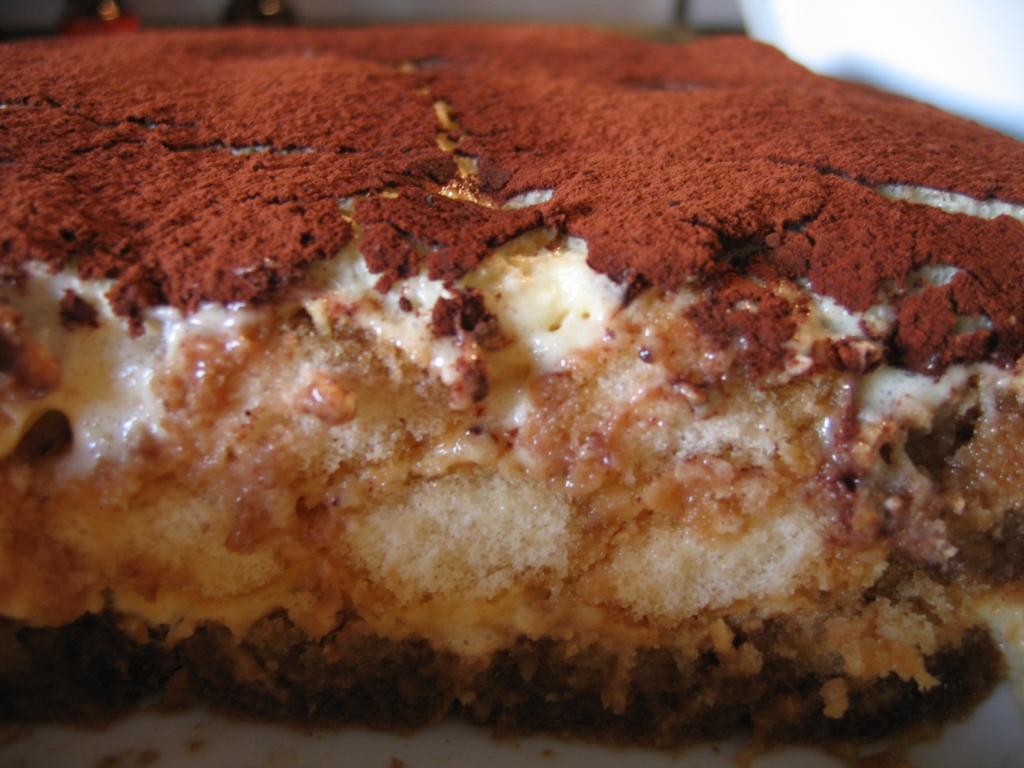
Uno de los usos como decoración en repostería.

El cacao en polvo no es fácilmente soluble en agua o leche. Cuanto menor sea su contenido en grasas, menor será su solubilidad. A veces este cacao en polvo se mezcla con aceites vegetales con el objeto de mejorar su solubilidad en leche o agua. El cacao en polvo suele contener en su masa pulverulenta ciertas cantidades de cafeína y de teobromina. Existen dos tipos de procesos en la elaboración del polvo de cacao:
- El denominado proceso broma (de theobroma) es típico y produce un sabor más amargo y ácido, generalmente de pH bajo y de color claro. El producto obtenido es de buena calidad y se emplea sobre todo en recetas de cocina en las que se mezcla con bicarbonato de sodio, un álcali. El empleo de sustancias alcalinas hace crecer la mezcla durante la cocción. Las recetas con mucha grasa o azúcar como la de los "Brownies" se benefician más del uso del cacao natural, ya que el sabor que se obtiene es más intenso. Este es el proceso empleado por "Nestlé."
- En el proceso holandés se agrega al cacao a un solvente alcalino, tal como fue ideado inicialmente por van Houten. Su invento fue desarrollado por la empresa holandesa que produce el chocolate de la marca "Droste". Este tipo de chocolate tiene por regla general menos acidez, es más oscuro y tiene un sabor más suave. El cacao obtenido mediante el "proceso holandés" es empleado para elaborar la bebida "chocolate caliente". La razón es que es un tipo de cacao que se mezcla muy bien con los líquidos, pero este proceso destruye la mayoría de los flavonoides (antioxidantes) existentes en el cacao de forma natural.

## Usos

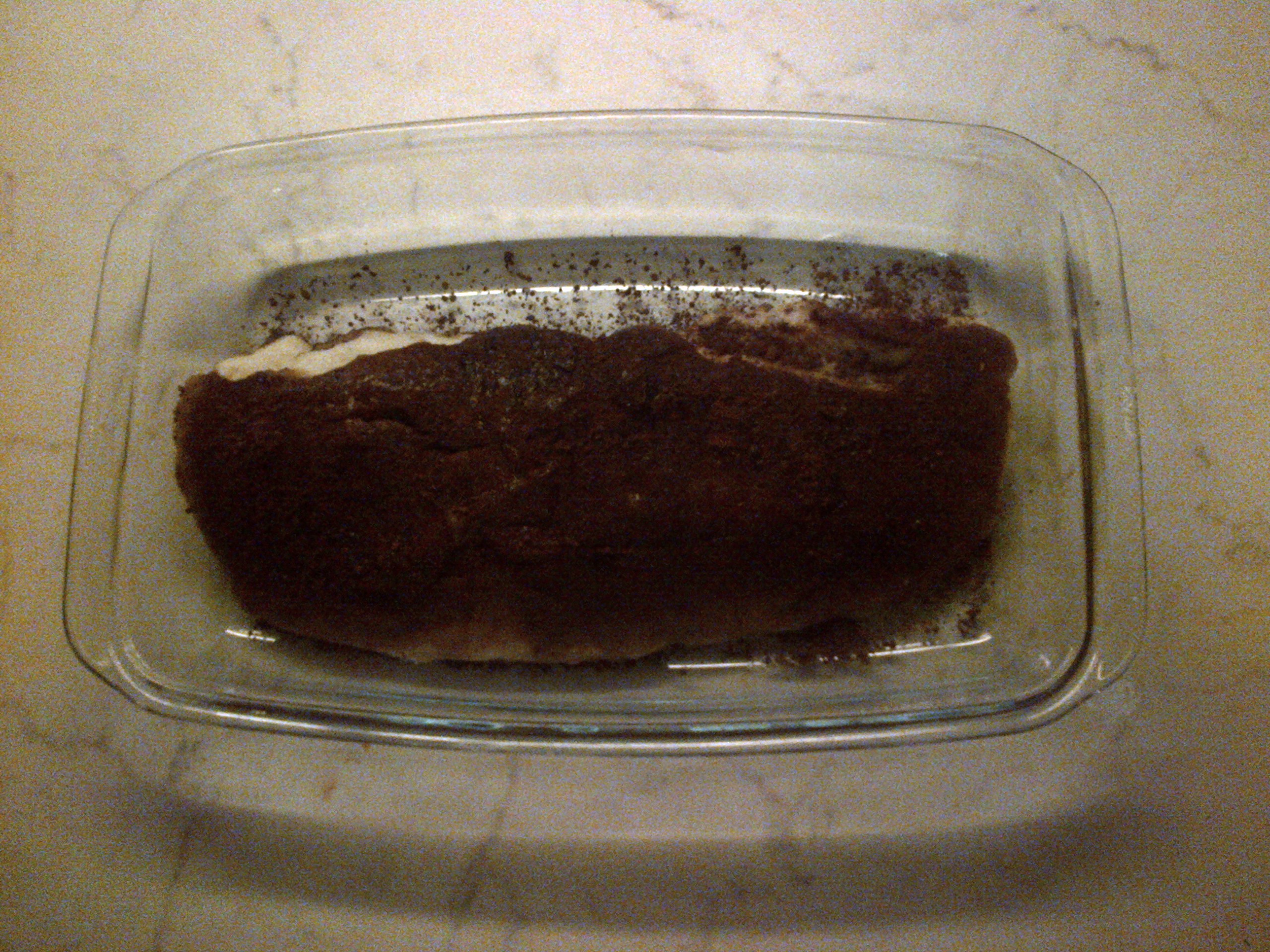
Kazandibi, un postre de leche de la cocina turca, con cacao espolvoreado encima.

El cacao en polvo se suele emplear en la industria chocolatera como un paso intermedio en la elaboración de confituras de chocolate y productos para untar (Nocilla, Nutella, siropes de chocolate, etc.). La versión más popular incluye la elaboración de bebidas bajo diferentes marcas comerciales en las que suele mezclarse con leche (batidos) con la intención de dar sabor de chocolate a la leche (por metonimia se le suele llamar Cola Cao en España, Choco Milk en México y Toddy en Venezuela). En repostería se emplea en diferentes decoraciones, una de las más famosas es el tiramisú, decoraciones de bebidas como el café moca, el cappuccino, etc.